# المدلاها
ال-مدلاها یک منطقهٔ مسکونی در یمن است که در استان صنعا واقع شده‌است.